# Ariel Salinas
Ariel Alberto Salinas Salinas (* 9. März 1989 in San Felipe) ist ein ehemaliger chilenischer Fußballspieler. Der defensive Mittelfeldspieler wurde zwei Mal chilenischer Meister.

## Karriere
Ariel Salinas wurde gemeinsam mit Boris Sagredo vom ehemaligen San Felipe-Kapitän Héctor Roco dem CSD Colo-Colo empfohlen und spielte seit der Jugend für den auch als Albos bekannten Verein. Salinas debütierte im Mai 2007 und gewann zwei Meistertitel, auch wenn er nur zu fünf Ligaeinsätzen kam. 2008 wechselte er in die Primera B zu Unión San Felipe und gewann sowohl die Zweitligameisterschaft als auch die Copa Chile 2009. Nach einem Jahr bei Trasandino schloss sich Salinas dem AC Barnechea an. Von 2014 bis zu seinem Karriereende 2022 war er bei Vereinen in der Segunda División aktiv.

## Erfolge
Colo-Colo
- Chilenischer Meister: 2007-A, 2007-C

San Felipe
- Chilenischer Pokalsieger: 2009
- Chilenischer Zweitligameister: 2009